# Metodio I
San Metodio I, detto anche il Confessore o il Grande (in greco medievale: Μεθόδιος Α΄; Siracusa, 788/800 – Costantinopoli, 14 giugno 847), è stato Patriarca di Costantinopoli dal 4 marzo 843 al 14 giugno 847.

## Biografia
Di famiglia benestante, nacque a Siracusa alla fine dell'VIII secolo. Venne inviato molto giovane a Costantinopoli per proseguire gli studi in diritto. Invece qualche anno dopo entrò in un monastero della Bitinia e si fece monaco. Fondò quindi un monastero nell'isola di Chio nell'Egeo.
Durante l'impero di Leone V l'Armeno (812-820) riprese vigore la persecuzione iconoclasta. Nell'815 si recò a Roma presso il Papa Pasquale I forse inviato dal deposto patriarca Niceforo I per informare il Papa sugli avvenimenti, rimase a Roma fino alla morte di Leone.
Il Papa inviò poi una lettera al nuovo imperatore, Michele II, detto il balbuziente, chiedendogli di reinsediare Metodio, legittimo patriarca di Costantinopoli. Nella città, però, infuriava ancora la controversia e al suo arrivo venne accusato di aver forzato la mano al Pontefice, perorando la causa dell'iconodulia: venne allora imprigionato per circa nove anni in condizioni disumane, fino alla morte dell'imperatore.
Avendo anche rimproverato il figlio e successore di quest'ultimo, Teofilo, fu sottoposto ad ulteriori sevizie.
Alla morte dell'imperatore Teofilo, nell'842, la reggente Teodora, reintrodusse la venerazione delle immagini, depose il patriarca iconoclasta Giovanni Grammatico e fece eleggere Metodio al suo posto.
L'11 marzo 843, con una processione trionfale dalla Chiesa di Santa Maria delle Blacherne alla Hagia Sophia, le icone vennero rimesse al loro posto. L'avvenimento è ricordato nella chiesa orientale con una importante festa liturgica, il Trionfo dell'Ortodossia, che si celebra la prima domenica di Quaresima.
Durante il suo breve patriarcato Metodio si dimostrò conciliante con la fazione iconoclasta anche se in alcuni casi dovette ricorrere alla scomunica di monaci irriducibili.

## Culto
La sua memoria liturgica è celebrata il 14 giugno:
(Martirologio Romano)